# 武邑郡
武邑郡，中國西晉时设置的郡。

## 建置沿革
晉武帝太康十年（289年），進封南宮縣王司馬承為武邑王，分長樂國置武邑國，屬冀州，治武邑縣（今河北省武邑縣），領武邑、武遂、觀津三縣，後析置武強縣。晉惠帝时期，武邑王薨，無後，武邑郡成為長樂國的支郡。
十六國時期，武邑郡相繼為後趙及其殘存勢力（314年－354年）、前燕（354年－370年）、前秦（370年－384年）、後燕（384年－396年）所有。
北魏時，勃海郡阜城縣改屬武邑郡，武強縣併入武邑縣，觀津縣改稱灌津縣。孝文帝太和十八年（494年），復置武強縣。
北齊文宣帝天保七年（556年），廢武邑郡，省併武邑、武遂、灌津三縣，武強縣劃入長樂郡，阜城縣劃入勃海郡。

## 人口
- 東魏孝靜帝武定中（543年－550年），武邑郡有29775戶，144579口。[4]

## 行政長官

### 武邑內史（289年－314年）
- 邵存，魏郡安陽人，西晉末為武邑內史，後前往濟南郡堅守黃巾固，太興三年（320年）又假武邑太守，次年南奔途中被殺。[6][7]

### 武邑太守（330年－556年）
- 李先，字容仁，中山盧奴人，北魏明元帝時在任，有治名。[8]
- 高玄起，遼東新昌人。[9]
- 崔辯，字神通，博陵安平人。[10]
- 張敬叔，清河東武城人。[11]
- 孫彝，字鳳倫，昌黎人。[12]
- 劉直，平原人，北魏宣武帝時在任。[13]
- 劉道斌，武邑灌津人，北魏宣武帝時在任。[14]
- 封憑，字元寄，勃海蓨人，北魏孝明帝孝昌中在任。[13]
- 李貞，勃海蓨人。[15]
- 李弘節，字希邕，平棘人，東魏孝靜帝武定中在任。[16]

## 國主
- 武邑王司馬承，289年－290年代在位。
- 赵公石勒，318年－319年在位，武邑郡為趙國封內的十三郡之一。
- 赵王石勒，319年－330年在位，武邑郡為趙國封內的二十四郡之一。[17]